# Remixes (Starset)
Remixes è il primo EP del gruppo musicale statunitense Starset, pubblicato il 14 agosto 2015 dalla Razor & Tie.

## Tracce
1. My Demons (Synchronice Remix) – 3:53
2. Telescope (EmoTek Remix) – 7:00

## Formazione
Crediti tratti dalle versioni originali dei due brani.
Musicisti
- Dustin Bates – voce, chitarra
- Rob Graves – programmazione, chitarra, arrangiamento strumenti ad arco
- Alex Niceford – programmazione
- Chris Flury – programmazione
- Rob Hawkins – programmazione
- Josh Baker – programmazione, chitarra
- Joe Rickard – programmazione, batteria
- David Davidson – arrangiamento strumenti ad arco, violino
- David Angell – violino
- Monisa Angell – viola
- John Catchings – violoncello

Produzione
- Rob Graves – produzione, missaggio, ingegneria del suono
- Paul Pavao – missaggio
- Maor Appelbaum – mastering
- Ben Schmitt – ingegneria del suono
- Brian Virtue – ingegneria parti di batteria
- Baheo "Bobby" Shin – ingegneria strumenti ad arco